# Retanilla
Retanilla es un género de arbustos con cuatro especies pertenecientes a la familia Rhamnaceae.

## Taxonomía
Retanilla fue descrito por (DC.) Brongn. y publicado en Annales des Sciences Naturelles (Paris) 10: 364, en el año 1827. La especie tipo es: Retanilla ephedra (Vent.) Brongn. 

## Especies
- Retanilla ephedra (Vent.) Brongn.
- Retanilla patagonica (Speg.) Tortosa
- Retanilla stricta Hook. & Arn.
- Retanilla trinervia (Gillies & Hook.) Hook. & Arn.